# Mratinjedammen
Mratinjedammen är en dammbyggnad i Montenegro. Den ligger 746 meter över havet 13,3 kilometer norr om staden Plužine, i den nordvästra delen av landet och dämmer upp floden Piva.
Dammen är med en höjd på 220 meter en av Europas högsta. När den byggdes översvämmades Pivaravinen och Montenegros näst största sjö, den 12,5 km² stora Pivasjön bildades. Pivaklostret från 1500-talet skulle ha översvämmats, men det revs sten för sten när man byggde dammen och rekonstruerades 3,5 kilometer från sin ursprungliga placering.